# Laboulbenia fennica
Laboulbenia fennica är en svampart som beskrevs av Huldén 1983. Laboulbenia fennica ingår i släktet Laboulbenia och familjen Laboulbeniaceae.   Inga underarter finns listade i Catalogue of Life.